# Pachydactylus oshaughnessyi
Pachydactylus oshaughnessyi är en ödleart som beskrevs av  George Albert Boulenger 1885. Pachydactylus oshaughnessyi ingår i släktet Pachydactylus och familjen geckoödlor.

## Underarter
Arten delas in i följande underarter:
- P. o. oshaughnessyi
- P. o. katanganus